# Visok krvni tlak
Visok krvni tlak ali hipertenzija (HTN), včasih imenovan arterijska hipertenzija, je kronično zdravstveno stanje, pri katerem gre za zvišan krvni tlak v arterijah. Zaradi tega predstavlja kroženje krvi po žilah za srce večji napor, kot je to običajno. Za krvni tlak sta značilni dve meritvi, sistolični in diastolični tlak, odvisno od tega, ali se med dvema utripoma srca srčna mišica krči (sistola) ali sprošča (diastola), predstavljata pa najvišji in najnižji tlak. Normalni krvni tlak v mirovanju je med 100 in 140 mmHg sistolično (zgornja vrednost) ter med 60 in 90 mmHg diastolično (spodnja vrednost). Kot visok krvni tlak so opredeljene vrednosti, ki so stalno pri nad mejo 140/90 mmHg.
Visok krvni tlak je lahko esencialna hipertenzija (primarni ali esencialni visok krvni tlak) ali pa sekundarna hipertenzija (sekundarni ali drugotni visok krvni tlak); v približno 90–95 % primerov gre za »primarni visok krvni tlak«, kar pomeni visok krvni tlak brez očitnega osnovnega medicinskega vzroka. Pri preostalih 5–10 % primerov (drugotni visok krvni tlak) gre za druge okoliščine, z vplivom na ledvice, arterije, srčni ali endokrini sistem.
Visok krvni tlak je glavni dejavnik tveganja za možgansko kap, srčno kap (miokardni infarkt), odpoved srca, anevrizme arterij (npr. anevrizmo aorte), bolezni perifernih arterij in je vzrok za kronične bolezni ledvic. Tudi samo zmerno zvišanje krvnega tlaka v arterijah je povezano s krajšim pričakovanim trajanjem življenja. Spremembe v prehrani in načinu življenja lahko izboljšajo nadzor krvnega tlaka in zmanjšajo z zdravstvenimi zapleti povezana tveganje, vendar morajo osebe, za katere se izkaže, da so spremembe življenjskega sloga neučinkovite ali nezadostne, pogosto poseči po zdravilih.

## Znaki in simptomi
Visok krvni tlak le redko spremljajo simptomi, tako da se običajno odkrije med pregledi ali med obiskom pri zdravniku zaradi drugih težav. Del ljudi z visokim krvnim tlakom ima znake v obliki glavobola (predvsem v zatilju in zjutraj), kot tudi omotice, vrtoglavice, tinitusa (brnenje ali žvižganje v ušesih), sprememb v vidu ali omedlevice.
Med fizičnim pregledom je mogoče z oftalmoskopijo zadnjega predela oči ugotoviti hipertenzivno retinopatijo, kateri je lahko vzrok visok krvni tlak. Klasično se resnost retinopatičnih sprememb razvršča v stopnje I–IV, pri čemer je blažje stopnje težko razlikovati med seboj. Rezultati oftalmoskopskega pregleda lahko tudi nakažejo, kako dolgo že oseba oboleva zaradi visokega tlaka.

### Drugotni visoki krvni tlak
Nekateri dodatni znaki in simptomi lahko kažejo na drugotni visok krvni tlak, t. j. na visok krvni tlak zaradi vzrokov, kot so bolezni ledvic ali endokrina obolenja. Na primer, debelost v predelu trebuha, intoleranca za glukozo, obraz »kot polna luna«, »bivolja grba« in vijolične gube kažejo na možen Cushingov sindrom. Obolenje ščitnice in akromegalija sta prav tako lahko vzrok za hipertenzijo z značilnimi simptomi in znaki. Šumi v trebuhu so lahko  znak za stenozo ledvične arterije (zožitev arterije, ki teče skozi ledvice), zmanjšanje krvnega tlaka v spodnjih okončinah in / ali zakasnjeni ali odsotni pulzi v stegenskih arterijah pa so lahko znak za koarktacijo aorte (zožitev aorte kmalu po tem, ko zapusti srce).  Labilni ali paroksizmalni visok krvni tlak, ki ga spremljajo glavobol, razbijajoče srce, bledica in znojenje, je lahko povod za sum na feokromocitom. Del primerov vztrajnega visokega krvnega tlaka ima vzrok v kronično visoki dejavnosti avtonomnega živčnega sistema, poznani pod izrazom »nevrogenski visok krvni tlak«.

### Hipertenzivna kriza
Hudo zvišan krvni tlak (enak ali nad 180 mmHg sistolično ali 110 mmHg diastolično - včasih imenovan maligni ali pospešeni visok krvni tlak) imenujejo »hipertenzivna kriza«, ker je znano, da krvni tlak nad temi ravnmi pomeni veliko tveganje za zaplete. Ljudje s krvnim tlakom v tem območju so lahko da brez simptomov, vendar pri njih, bolj verjetno kot v splošni populaciji, poročajo o glavobolu (22 % primerov) in o omoticah. Drugi simptomi, ki spremljajo hipertenzivno krizo, so med drugim lahko poslabšanje vida, ali zasoplost zaradi odpovedi srca, ali pa splošen občutek slabosti zaradi odpovedi ledvic. Za večino ljudi s hipertenzivno krizo se ve, da imajo povišan krvni tlak, vendar lahko dodatni sprožilci privedejo do nenadnega dviga.
»Hipertenzivni urgentni primer«, doslej znan kot »maligni visok krvni tlak«, je diagnoza v primeru neposrednih okvar enega ali več organov zaradi resno zvišanega krvnega tlaka. To je lahko med drugim hipertenzivna encefalopatija, ki jo povzroča otekanje možganov in disfunkcija, značilni zanjo pa so glavoboli in je spremenjena raven zavesti (zmedenost in zaspanost). Papiloedem mrežnice ali krvavitve in izločki so dodaten znak za okvare tarčnih organov. Bolečina v prsnem košu je lahko znak za  okvaro srčne mišice (ki lahko napreduje v  infarkt srčne mišice) ali včasih v disekcijo aorte, t. j. raztrg notranje stene aorte.  Zasoplost, kašelj in s krvjo obarvan izpljunek so značilni znaki za pljučni edem, to je otekline pljučnega tkiva zaradi [srce|okvare levega prekata]] oziroma nesposobnosti levega prekata, da v zadostnem obsegu črpa kri iz pljuč v arterijski sistem. Lahko pride do hitrega poslabšanja v delovanju ledvic (akutne okvare ledvic) in mikroangiopatične hemolitične anemije (uničenja krvnih celic). V teh primerih je nujno hitro znižati krvni tlak, da ne pride do trajne okvare organov. V nasprotju s tem ni nobenih dokazov, da je v nujnih primerih hipertenzije treba krvni tlak hitro zmanjšati, če ni znakov za poškodbe ciljnih organov in če agresivno zniževanje krvnega tlaka ni brez tveganja. V urgentnih primerih se svetuje poraba peroralnih zdravil, ki krvni tlak v času 24 do 48 ur postopoma znižajo.

### Nosečnost
Visok krvni tlak se pojavlja pri približno 8-10 % nosečnosti. Večina žensk z visokim krvnim tlakom v nosečnosti imajo že obstoječo primarno hipertenzijo, visok krvni tlak v nosečnosti pa je lahko prvi znak preeklampsije, to je resnega obolenja v drugi polovici nosečnosti in v poporodnem obdobju. Za preeklampsijo je značilen povišan krvni tlak in prisotnost beljakovin v urinu. Pojavi se pri približno 5 % nosečnosti in je vzrok za okoli 16 % vseh maternih smrti po svetu. Preeklampsija poleg tega podvoji tveganje za perinatalno umrljivost. Običajno pri preeklampsiji ni videti nobenih simptomov, tako da se odkriva med rutinsko kontrolo. Ko se pojavijo simptomi preeklampsije, so najbolj pogosti med njimi glavobol, motnje vida (pogosto kot »utripajoče luči«), bruhanje, bolečine v epigastriju in edem. Preeklampsija lahko občasno napreduje v smrtno nevarno stanje, v t. i. eklampsijo, ki predstavlja urgenten primer visokega tlaka in vodi do več resnih zapletov, med drugim do izgube vida, možganskega edema, toničnih/kloničnih napadov ali krčev, odpovedi ledvic, pljučnega edema in razsejane intravaskularne koagulacije (obolenje strjevanja krvi). 

### Dojenčki in otroci
Zakrnel razvoj, napadi, razdražljivost, pomanjkanje energije in oteženo dihanje je lahko  pri novorojenčkih in mladih dojenčkih  povezano s hipertenzijo. Pri starejših dojenčkih in otrocih lahko visok krvni tlak povzroči glavobol, nepojasnjeno razdražljivost, utrujenost, motnje v razvoju, zamegljen vid, krvavitve iz nosa in paralizo obraza.

## Vzrok

### Primarno zvišan krvni tlak ali esencialna arterijska hipertenzija
Primarni (esencialni) visoki krvni tlak je najpogostejša oblika visokega krvnega tlaka, predstavlja pa 90-95 % vseh primerov visokega krvnega tlaka. V skoraj vseh sodobnih družbah krvni tlak s staranjem narašča in nevarnost za visok tlak v starejših letih je občutna. Visok krvni tlak je posledica kompleksne interakcije genov in okoljskih dejavnikov. Odkrili so številne pogostne genske variante z majhnimi učinki na krvni tlak, kakor tudi nekatere redke genske variante z velikimi učinki na krvni tlak vendar je genetsko ozadje za visok krvni tlak še vedno slabo razumljeno. Na krvni tlak vpliva več okoljskih dejavnikov. Dejavniki v življenjskem slogu, ki znižujejo krvni tlak, so med drugim zmanjšan vnos soli, povečano uživanje sadja in nizko maščobnih izdelkov (dieta DASH - »Dietary Approaches to Stop Hypertension«, t. j. dietni pristop k preprečevanju visokega krvnega tlaka), telovadba, izguba teže in zmanjšano uživanje alkohola. Zdi se, da stres ne igra velike vloge pri čemer za uspeh raznih tehnik za sproščanje na osnovi izkušenj ni dokazov. Možni vplivi drugih dejavnikov, kot je uživanje kofeina,  in pomanjkanje vitamina D so manj izrazite.  Tudi za odpornost na inzulin, ki je za debelost običajna in je sestavni del sindroma X (ali metaboličnega sindroma), se meni, da prispeva k zvišanju krvnega tlaka. Nedavne študije so med dejavnike tveganja za esencialni visok krvni tlak pri odraslih dodale dogajanja v zgodnjem življenju (na primer nizko težo ob porodu, kajenje matere in odsotnost dojenja), čeprav mehanizmi, ki te vrste izpostavljenosti povezujejo z visokim krvnim tlakom pri odrasli osebi, ostajajo dalje nejasni.

### Sekundarno zvišan krvni tlak ali sekundarna arterijska hipertenzija
Drugotni visoki krvni tlak ima jasen vzrok. Bolezni ledvic so najpogostejši drugotni vzrok za visok krvni tlak. Visok krvni tlak je lahko tudi posledica problemov z endokrinimi žlezami, kot so Cushingov sindrom, hipertiroidizem, hipotiroidizem, akromegalija, Connov sindrom ali hiperaldosteronizem, hiperparatiroidizem and feokromocitom. Drugi vzroki za drugotni visok krvni tlak so med drugim debelost, prekinjeno dihanje med spanjem, nosečnost, koarktacija aorte, pretirano uživanje sladkih koreninic in nekaterih zdravil na recept, zeliščnih zdravil in prepovedanih drog.

## Patofiziologija
Pri večini ljudi z razvitim bistvenim (primarnim) visokim krvnim tlakom, je za visok tlak odgovorna povečana upornost za pretok krvi (skupna periferna upornost), pri čemer izhod iz srca ostaja v normalnih mejah. Ugotovljeno je, da imajo nekateri mlajši ljudje s predhodno hipertenzijo ali »mejno visokim krvnim tlakom« visok pretok skozi srce, zvišan srčni utrip in normalno periferno upornost, imenovano mejna hiperkinetičen visok krvni tlak. Ti posamezniki pozneje v življenju, ko jim srčna moč pade in periferna upornost s starostjo začne rasti, razvijejo tipične značilnosti esencialnega visokega krvnega tlaka. Ali je ta vzorec značilen za vse, pri katerih konec koncev pride do zvišanega tlaka, je sporno.  Povečanje periferne upornosti gre pri ugotovljenem visokem tlaku v glavnem na račun strukturnega oženja arterij in arteriol, čeprav k uporu lahko prispeva tudi zmanjšanje števila oziroma gostote kapilar. Visok krvni tlak je povezan tudi z zmanjšano periferno vensko skladnostjo, ki lahko poveča  vensko vračanje, poveča  začetno obremenitev srca in konec koncev povzroči diastolično disfunkcijo. Ali povečano aktivno krčenje ožilja igra vlogo pri nastanku esencialnega visokega krvnega tlaka, ni razjasnjeno.
Pulzni tlak (razlika med sistoličnim in diastoličnim krvnim tlakom) se pri starejših ljudeh z visokim krvnim tlakom pogosto poveča.  To lahko pomeni nenormalno visok sistolični tlak in pa normalen ali nizek diastolični tlak - obolenje, ki ga imenujejo izolirana sistolična hipertenzija. Visok pulzni tlak pri starejših ljudeh z visokim krvnim tlakom ali z izolirano sistolično hipertenzijo je mogoče pojasniti z večjo togostjo arterij, ki običajno spremlja staranje in ki se z visokim krvnim tlakom lahko slabša.
Številni predlogi skušajo pojasniti mehanizem za zvišanje periferne upornosti pri visokem krvnem tlaku. Pri večini primerov so vpletene motnje v delovanju ledvic, kar se soli in vode tiče (zlasti anomalije v intrarenalnem  sistemu renin-angiotenzin) ali pa abnormalnosti simpatičnega živčevja. Ta mehanizma se med seboj ne izključujeta in verjetno oba do neke mere prispevata k večini primerov esencialnega visokega krvnega tlaka. Obstajajo tudi mnenja, da pri visokem krvnem tlaku tudi endotelialna disfunkcija in vnetje žil lahko prispevata k večji upornosti in okvaram ožilja.

## Diagnoza
| Sistem                                                 | Testi                                                                 |
| ------------------------------------------------------ | --------------------------------------------------------------------- |
| Renalni                                                | Microskopska analiza urina, proteinurija, BUN in/ali kreatinin        |
| Endokrini                                              | Serum natrij, kalij, kalcij, TSH                                      |
| Presnovni                                              | Glukoza v krvi na tešče, HDL, LDL, in skupni holesterol, trigliceridi |
| Drugo                                                  | Hematokrit, elektrokardiogram, in rentgenska slika prsnega koša       |
| Viri: Harrison's principles of internal medicine drugi |                                                                       |

Hipertenzijo se ugotavlja na podlagi stalno visokega krvnega tlaka. Tradicionalno,  se za to zahteva tri ločene meritve s sfigmomanometrom z enomesečnimi intervali. Začetna ocena hipertenzije mora vsebovati celotno anamnezo in telesni pregled. Razpoložljivost 24-urnih ambulantnih monitorjev krvnega tlaka in strojev za merjenje krvnega tlaka v domačem okolju je zaradi nevarnosti napačne diagnoze pri bolnikih, ki jim že samo pogled na belo haljo dvigne tlak, privedla do sprememb v protokolih. V Združenem kraljestvu je trenutno najboljša praksa za rahlo dvignjene klinične rezultate ambulantno merjenje ali pa - manj idealno - nadzor nam krvnim tlakom doma v obdobju 7 dni. Prav tako je treba upoštevati navidezni visok krvni tlak pri starejših osebah ali sindrom arterij, ki niso zmožne krčenja. To obolenje je verjetno posledica poapnenja arterij in nenormalno visokih odčitkov tlaka pri merjenju z manšeto, pri katerih so intra-arterijske vrednosti krvnega tlaka normalne.
Ko je postavljena diagnoza za visok krvni tlak, bodo zdravniki na osnovi dejavnikov tveganja in drugih simptomov, če so prisotni, poskušali ugotoviti osnovni vzrok zanj.  Drugotni visok krvni tlak je pogostejši pri preadoscentnih otrocih, v večini primerov je vzrok obolenje ledvic. Primarni ali esencialni visok krvni tlak je pogostejši pri mladostnikih ter ima številne dejavnike tveganja, vključno z debelostjo in družinsko anamnezo visokega krvnega tlaka. Za identifikacijo možnih vzrokov za drugotni visok krvni tlak je mogoče opraviti laboratorijske teste, ki pomagajo ugotoviti, ali je povišan krvni tlak povzročil poškodbe  srca, oči in ledvic. Dodatni testi na sladkorno bolezen in visoke ravni holesterola se običajno izvajajo zato, ker ti pogoji pomenijo dodatne dejavnike tveganja za razvoj bolezni srca in morda potrebno zdravljenje.
Z merjenjem kreatinina v serumu se ugotavlja prisotnost bolezni ledvic, ki je lahko bodisi vzrok bodisi posledica visokega krvnega tlaka. Določati hitrost glomerulne filtracije (eGFR) samo na osnovi kreatinina v serumu lahko njeno vrednost preceni, tako da najnovejše smernice zagovarjajo uporabo napovednih enačb, kot je formula za spremembo prehrane pri ledvični bolezni (MDRD). EGFR lahko tudi nudi temeljno mero za delovanje ledvic, ki se lahko uporablja za spremljanje morebitnih neželenih učinkov za ledvice pri nekaterih zdravilih za visok tlak. Poleg tega se izvaja testiranje urina na prisotnost beljakovin kot drugotni kazalnik za bolezni ledvic. Z elektrokardiogramom  (EKG/ECG) se preveri, ali je srce zaradi visokega krvnega tlaka obremenjeno. Prav tako lahko tudi pokaže, da je prišlo do odebelitve srčne mišice (hipertrofije levega prekata), ali da je srce predhodno doživelo manjšo motnjo, kot je tih srčen infarkt. Da se najdejo znaki za razširitve srca ali poškodbe na srcu, se lahko tudi naredi rentgenska slika prsnega koša ali ehokardiogram.

### Odrasli
| Classification (JNC7)             | Tlak v sistoli | Tlak v sistoli | Tlak v diastoli | Tlak v diastoli |
| Classification (JNC7)             | mmHg           | kPa            | mmHg            | kPa             |
| --------------------------------- | -------------- | -------------- | --------------- | --------------- |
| Normalen                          | 90–119         | 12–15.9        | 60–79           | 8.0–10.5        |
| Visok normalen ali hipertenzija   | 120–139        | 16.0–18.5      | 80–89           | 10.7–11.9       |
| Hipertenzija, faza 1.             | 140–159        | 18.7–21.2      | 90–99           | 12.0–13.2       |
| Hipertenzija, faza 2 .            | ≥160           | ≥21.3          | ≥100            | ≥13.3           |
| Izolirana sistolična hipertenzija | ≥140           | ≥18.7          | <90             | <12.0           |

Pri ljudeh, starih 18 let ali več, je visok krvni tlak opredeljen kot sistolična in / ali diastolična vrednost za krvni tlak, ki je dosledno višja od sprejete normalne vrednosti (trenutno 139 mmHg sistolično, 89 mmHg diastolično: glej tabelo - Razvrstitev (JNC7)). Če se meritve opravlja v okviru iz 24-urnega spremljanja ambulantno ali pa doma, se uporabljajo nižje pragove (135 mmHg sistolično ali 85 mmHg diastolično). Najnovejše mednarodne smernice za zvišan krvni tlak vsebujejo tudi kategorije, ki so pod razponom za zvišan krvni tlak, tako da je tudi v normalnem območju videti zvezno tveganje zaradi zvišanega tlaka. JNC7 (2003) uporablja izraz zvišan krvni tlak za območje 120-139 mmHg sistolično in / ali 80-89 mmHg diastolično, smernice ESH-ESC (2007)(2007) and BHS IV (2004) uporabljajo kategorije optimalno, normalno in normalno povečano za dodatno razvrstitev tlakov pod 140 mmHg sistolično in 90 mmHg diastolično. Visok krvni tlak je tudi dodatno razvrščen: JNC7 razlikuje visok krvni tlak stopnje I, visok krvni tlak stopnje II, in izoliran sistolični visok krvni tlak. Izoliran sistolični visok krvni tlak se nanaša na povišan sistolični tlak ob normalnem diastoličnem tlaku in se pogosto javlja pri starejših ljudeh. Smernice ESH-ESC (2007) (2007) in BHS IV (2004), dodatno opredeljujejo tretjo fazo (fazo III visokega krvnega tlaka) za ljudi s sistoličnim tlakom nad 179 mmHg ali diastoličnim tlakom nad 109 mmHg.
Visok krvni tlak se uvršča med »odporne" primere«, če zdravila krvnega tlaka ne morejo znižati na normalno raven.

### Otroci
Visok krvni tlak pri novorojenčkih nastopa redko, približno pri 0,2 do 3 odstotkih novorojenčkov, tako da se pri zdravih novorojenčkih krvnega tlaka se ne meri rutinsko. Visok krvni tlak je pogostejši pri novorojenčkih z visokim tveganjem. Pri odločanju, ali je pri novorojenčku krvni tlak normalen, je treba upoštevati različne dejavnike, kot so nosečnostna starost, čas od zanositve in teža ob porodu.
Visok krvni tlak se pojavlja precej pogosto pri otrocih in mladostnikih (2-9 %, odvisno od starosti, spola in narodnosti)  in je povezana z dolgoročnimi tveganji za slabo zdravje.
Dandanes se priporoča, da se otrokom, starejšim kot tri leta, preverja krvni tlak med rutinskimi zdravstvenimi pregledi;  visok krvni tlak mora pri tem biti potrjen na večkratnih obiskih, pred se za otroka diagnosticira hipertenzijo.  Krvni tlak narašča s starostjo, pri otrocih je visok krvni tlak opredeljen kot povprečje treh ali več meritev sistoličnega ali diastoličnega krvnega tlaka, ki je enak ali večji kot 95. percentil, značilen za spol, starost in višino otroka.  Predhodni visok krvni tlak pri otrocih je definiran kot povprečen sistolični ali diastolični tlak, ki je enak ali višji od 90. percentila, vendar pa pod 95. percentilom.
Obstaja predlog, da se pri mladoletnikih visok krvni tlak in predhodni visok krvni tlak diagnosticirata in razvrščata po enakih merilih kot pri odraslih.

## Preprečevanje
Ljudje, ki niso označeni kot hipertenzivni, nosijo velik delež bremen, ki izvirajo iz visokega tlaka. Zato so potrebne strategije za prebivalstvo, ki zmanjšujejo posledice visokega krvnega tlaka in zmanjšujejo potrebo po zdravilih proti visokemu tlaku. Preden se začne zdraviti z zdravili, je priporočljivo znižati krvni tlak s spremembami v načinu življenja. Smernice iz leta 2004 Britanske skupnosti za visok krvni tlak  predlagajo naslednje spremembe življenjskega sloga, ki so skladne s predlogi ameriškega programa za šolstvo iz leta 2002  za primarno preventivo hipertenzije: 
- ohranjanje normalne telesne teže pri odraslih (npr. indeks telesne mase 20-25 kg / m 2)
- zmanjšanje vnosa natrija na <100 mmol / dan (<6 g natrijevega klorida ali <2,4 g natrija na dan)
- redne aerobne telesne dejavnosti, kot so hitra hoja (≥ 30 min na dan, večino dni v tednu)
- Omejevanje uživanja alkohola na ne več kot 3 enote / dan pri moških, in ne več kot 2 enoti / dan pri ženskah
- Uživanje hrane, ki je bogata s sadjem in zelenjavo (npr. vsaj pet obrokov na dan);

Učinkovita sprememba življenjskega sloga lahko zniža krvni tlak do enake mere, kot zdravilo proti visokemu tlaku. Kombinacije dveh ali več sprememb v načinu življenja lahko dosežejo še boljše rezultate.

## Obvladovanje visokega krvnega tlaka

### Spremembe v načinu življenja
Prvi korak pri zdravljenju hipertenzije je enak priporočilom za  zaščitne spremembe v načinu življenja in vključuje spremembe v prehrani, telovadbo in hujšanje. Za vse njih je dokazano, da pri ljudeh z visokim krvnim tlakom znatno zmanjšajo krvni tlak. Njihova možna učinkovitost je podobna kot v primeru, da se jemlje eno samo zdravilo. Če je krvni tlak tako visok, da upraviči takojšnjo uporabo zdravil, se vzporedno z zdravili še vedno priporočajo spremembe v življenjskem slogu.
Sprememba v prehranjevanju, kot je dieta z nizkim vnosom natrija, ima koristne posledice. Kar se zniževanja krvnega tlaka tiče, dolgoročna (več kot 4 tedne) dieta z nizkim vnosom natrija pri ljudeh kavkazijskega porekla deluje, tako pri ljudeh z visokim krvnim tlakom kot pri osebah z normalnim krvnim tlakom. Tudi dieta DASH, to je dieta, bogata na orehih, polnovrednih žitih, ribah, perutnini, sadju in zelenjavi, znižuje krvni tlak. Glavna značilnost načrta je omejiti vnos natrija, čeprav je prehrana tudi bogata na kaliju, magneziju, kalciju in pa beljakovinah. Za razne programe za zmanjšanje psihološkega stresa, kot so recimo biofeedback, tehnika sproščanja ali meditiranje, trdijo, da zmanjšujejo povišan krvni tlak. Dokazi za to na splošno slabše kakovosti in na splošno njih učinkovitost ni večja,  kot je pri zdravstveni vzgoji.

### Zdravila
Za zdravljenje je trenutno na voljo več razredov zdravil pod skupnim nazivom antihipertenzivi. Pri receptu za prizadeto osebo je treba upoštevati kardiovaskularno tveganje (vključno s tveganjem za srčnomišični infarkt in možgansko kap) kot tudi zmerjene vrednosti za krvni tlak, tako da je kardiovaskularni profil osebe čim točnejši. Pri osebah z blago hipertenzijo (SBP pod 160 mmHg in/ali DBP pod 100 mmHg) in brez drugih zdravstvenih težav ni dokazov za to, da zmanjšujejo nevarnost za smrt ali za stopnjo zapletov zaradi zdravil. Za ljudi s predhodno hipertenzijo ali visokim normalnim tlakom krvi se zdravila ne priporočajo.
Če se začne zdraviti z zdravili, Združeni državni odbor za visok krvni tlak (JNC-7)  priporoča zdravniku, da ne spremlja samo odziva na zdravljenje, temveč da tudi zasleduje morebitne neželene učinke zdravil. Znižanje krvnega tlaka za 5 mmHg lahko tveganje za možgansko kap zmanjša za 34 %, za ishemične bolezni srca za 21 %, in poleg tega zmanjša verjetnost za demenco, odpoved srca in smrt zaradi kardiovaskularnih bolezni. Cilj zdravljenja mora biti zmanjšanje krvnega tlaka pod 40/90 mmHg za večino posameznikov, in niže za osebe, ki imajo sladkorno bolezen ali bolezen ledvic (nekateri medicinski strokovnjaki priporočajo, da se vrednosti drži pod 120/80 mmHg). Če  ciljni krvni tlak ni dosežen, je treba zdravljenje spremeniti, saj je terapevtska vztrajnost jasna ovira za nadzor krvnega tlaka. 
Sčasoma so se smernice glede izbire agentov in glede najboljšega pristopa k pospešenemu zdravljenju raznih podskupin spremenile, dandanes se od države do države razlikujejo. Vprašanje, katero sredstvo je najbolje uporabiti kot prvo, je sporno. The Sodelovalni projekt Cochrane, Svetovna zdravstvena organizacija in smernice ZDA podpirajo za začetno zdravljenje nizke odmerke diuretika na osnovi  tiazida. Smernice Združenega kraljestva poudarjajo vlogo zaviralcev kalcijevih kanalov (CCB), ki imajo prednost pri ljudeh, starejših od 55 let ali afriškega in karibskega družinskega porekla, in pomen zaviralcev angiotenzinske konvertaze) (ACE-I) pri začetnem zdravljenju mlajših ljudi. Na Japonskem menijo, da je smiselno začeti z enim od šestih razredov zdravil, kot so: CCB, ACEI/ARB, tiazid diuretiki, beta-zaviralci in alfa zaviralci, v Kanadi in v Evropi pa se priporoča vse razen alfa zaviralcev.

#### Kombinacije zdravil
Večina ljudi potrebuje več kot eno zdravilo, da visok krvni tlak držijo pod nadzorom.  JNC7 in smernice ESH-ESC svetujejo, zdravljenje začeti z dvema zdraviloma, ko je krvni tlak > 20 mmHg nad sistoličnim ali > 10 mmHg nad diastoličnim ciljem. 
Prednostne kombinacije so zaviralci sistema renin-angiotenzin in zaviralci kalcijevih kanalov, ali zaviralci sistema renin-angiotenzin in diuretiki. Sprejemljive kombinacije so med drugim zaviralci kalcijevih kanalov in diuretiki, beta zaviralci in diuretiki, dihidropiridinski zaviralci kalcijevih kanalov in beta zaviralci, ali pa dihidropiridinski zaviralci kalcijevih kanalov, bodisi z verapamilom bodisi z diltiazemom. Nesprejemljive kombinacije so nedihidropiridinski zaviralci kalcija (npr. verapamil in diltiazem) in beta-zaviralci, dvojna zapora sistema renin-angiotenzin (npr. inhibitor angiotenzin konvertaze + zaviralec za receptorje angiotenzina), zaviralci renin-angiotenzin in beta zaviralci, beta-zaviralci in agenti, ki učinkujejo centralno. Kombinacijam ACE-inhibitor ali antagonist receptorja za angiotenzin II, diuretik in NSAID (med drugim selektivni zaviralci COX-2 in zdravila, ki niso na recept, kot je ibuprofen) se je treba zaradi dokazano visokega tveganja za akutno odpoved ledvic kolikor je le mogoče izogibati. Kombinacijo avstralska zdravstvena industrija pozna pogovorno kot »terno« (»triple whammy«). Tablete s fiksno kombinacijo dveh vrst zdravil so na voljo; čeprav so priročne, je najbolje, da jih jemljejo samo tisti bolniki, ki vsebovane sestavine že jemljejo.

### Starejše osebe
Zdravljenje zmernega do resnega visokega krvnega tlaka pri osebah, starih 60 let in več znižuje nevarnost za smrt, kardiovaskularno obolevnost in smrtnost. Obstajajo omejene študije za ljudi nad 80 let, vendar je nedavni pregledni članek izpostavil, da je antihipertenzijsko zdravljenje sicer zmanjšalo kardiovaskularne smrti in bolezni, ne pa celotnega števila smrti. Kot cilj se v Ameriki  priporoča <140/90 mmHg s pomočjo tiazidnega diuretika, v revidiranih smernicah Združenega kraljestva pa se za začetek priporočajo zaviralci kalcijevih kanalov s cilji v kliničnih okoljih < 150/90 mmHg in <145/85 mmHg ob ambulantnem ali hišnem spremljanju krvnega tlaka.

### Uporno visok krvni tlak
Uporno visok krvni tlak je opredeljen kot krvni tlak, ki kljub sočasni uporabi treh zdravil za visok tlak iz različnih razredov antihipertenzijskih zdravil ostaja nad ciljnim krvnim tlakom. Smernice za zdravljenje odpornega visokega krvnega tlaka so objavili v Združenem kraljestvu  in v ZDA.

## Epidemiologija
| no data <110 110-220 220-330 330-440 440-550 550-660 | 660-770 770-880 880-990 990-1100 1100-1600 >1600 |

Leta 2000 je skoraj ena milijarda ljudi, to je ~ 26 % vseh odraslih ljudi na svetu,  imela zvišan krvni tlak. Bolezen je pogosta tako v razvitih (333 milijonov) kot tudi nerazvitih državah (639 milijonov). Ocene pa se med različnimi pokrajinami krepko razlikujejo, ravni so lahko od 3,4 % (moški) in 6,8 % (ženske) na indijskem podeželju do 68,9 % (moški) in 72,5 % (ženske) na Poljskem. V Evropi se visok krvni tlak leta 2013 javlja pri približno 30-45% ljudi. 
Leta 1995 je bilo ocenjeno, da ima v ZDA 43 milijonov ljudi zvišan krvni tlak ali da jemlje zdravila proti visokemu tlaku, kar pomeni skoraj 24 % odraslih prebivalcev ZDA. Razširjenost visokega krvnega tlaka v ZDA narašča in je leta 2004 dosegla 29 %. V 2006 je zaradi visokega krvnega tlaka trpelo 76 milijonov odraslih v ZDA (34 % prebivalstva), pri čemer imajo Afroameričani s 44 % eno najvišjih pogostnosti za visok krvni tlak na svetu. Pogostejša je pri temnopoltih in med domorodnimi Američani, manj pogosta pri belih in Američanih mehiškega izvora, deleži naraščajo s starostjo, večji so v  jugovzhodnih ZDA. Visok krvni tlak je pogostejši pri moških (čeprav menopavza to razliko zmanjšuje), in pri osebah z nizkim socialno ekonomskim statusom.

### Otroci
Razširjenost visokega krvnega tlaka pri mladih narašča. Visok krvni tlak je pretežno, posebno pri preadolescentnih, glede na osnovno bolezen drugotnega pomena.  Pri otrocih so poleg debelosti bolezni ledvic najpogostejši (60-70 %) vzrok za visok krvni tlak. Mladostniki imajo običajno primaren ali esencialni visok krvni tlak, ki predstavlja 85-95 % primerov.

## Prognoza
Visok krvni tlak je po vsem svetu najpomembnejši preprečljiv dejavnik tveganja za prezgodnjo smrt. Povečuje nevarnost za ishemično obolenje srca kapi, bolezen perifernega ožilja, in za druge bolezni srca in ožilja, med drugim odpoved srca, anevrizmo aorte, difuzno aterosklerozo, in pljučno embolijo. Visok krvni tlak je tudi dejavnik tveganja za zmanjšane kognitivne sposobnosti, demenco, in kronično obolenje ledvic. Drugi zapleti sta med drugim hipertenzivna retinopatija in hipertenzivna nefropatija.

## Zgodovina
Moderno razumevanje kardiovaskularnega sistema se je začelo z delom zdravnika Williama Harveyja (1578–1657), ki je v svoji knjigi "»De motu cordis«" opisal obtočila. Angleški duhovnik Stephen Hales je kot prvi leta 1733 objavil merjenje krvnega tlaka. Visok krvni tlak kot bolezen sta med drugim opisala Thomas Young leta 1808 in še posebej Richard Bright leta 1836. Prvo poročilo o zvišanem krvnem tlaku pri osebi brez znakov bolezni ledvic je objavil Frederick Akbar Mahomed (1849–1884). Visok krvni tlak pa je postal klinična tema 1896 z manšetnim sfigmomanometrom, ki ga je izumil Scipione Riva-Rocci leta 1896. To je omogočilo merjenje krvnega tlaka v kliničnem okolju. Leta 1905 je Nikolaj Korotkov izboljšal tehniko z opisom zvokov, ki jih je, medtem ko se manšetni sfigmomanometer pnevmatično prazni,  slišati pri avskultaciji arterije s stetoskopom.
V zgodovini so bolezen imenovali »bolezen močnega utripa« in jo zdravili z zmanjševanjem količine krvi, recimo s  puščanjem krvi ali pijavkami. Ta pristop so zagovarjali Rumeni Cesar v Kitajski, Cornelius Celsus, Galen in Hipokrat. V 19. in 20. stoletju, preden je bilo mogoče, visok krvni tlak zdraviti farmakološko, so poznali tri načine zdravljenja, ki so vsi imeli številne stranske učinke: strogo omejevanje natrija (na primer dieta z rižem), simpatektomija (kirurška ablacija delov simpatičnega živčnega sistema) in pirogena terapija (injekcija snovi, ki povzročajo vročino in s tem posredno znižujejo krvni tlak). Prvo kemikalijo za visok krvni tlak, natrijev tiocianat so uporabili leta 1900, vendar je imela veliko stranskih učinkov in je bila nepriljubljena. Po drugi svetovni vojni so razvili številne druge učinkovine, najbolj priljubljene in cenovno učinkovite med njimi so bile tetrametilamonijev klorid in njegov derivat heksametonij, hidralazin and rezerpin ((pridobljen iz zdravilne rastline »Rauwolfia serpentina«). Pomemben dosežek je pomenilo odkritje prvih oralno razpoložljivih učinkovin brez večjih stranskih učinkov. Najprej je bil na razpolago začenši z letom 1958 klorotiazid kot prvi tiazidni diuretik, ki so ga razvili iz antibiotika sulfanilamida.

## Družba in kultura

### Osveščenost
Svetovna zdravstvena organizacija je hipertenzijo, to je visok krvni tlak,  prepoznala kot najpomembnejši vzrok za  smrtnost zaradi obolenj srca. Svetovna liga za visok krvni tlak (The World Hypertension League - WHL), krovna organizacija 85 državnih združenj in organizacij, je ugotovila, da se po svetu več kot polovica ljudi, ki imajo visok krvni tlak, tega ne zaveda. Da reši ta problem, je WHL leta 2005 začela globalno kampanjo osveščanja o visokem krvnem tlaku in določila 17. maj kot Svetovni dan visokega krvnega tlaka (World Hypertension Day - WHD). Zadnja leta se vedno več državnih združenj loteva WHD z inovativnimi dejavnostmi in prijemi za osveščanje javnosti. Leta 2007 je bila udeležba rekordnih 47 držav članic WHL. V tednu WHD vse te države - v sodelovanju s svojimi lokalnimi vladami, strokovnimi združenji, nevladnimi organizacijami in zasebnimi podjetji - prek raznih javnih medijev in prireditev. Ob pomoči množičnih medijev, kot sta internet in televizija, je sporočilo doseglo več kot 250 milijonov ljudi. Glede na iz leta v leto naraščajoče zanimanje je WHL prepričana, da je mogoče doseči skoraj vse ocenjene 1,5 milijarde ljudi, prizadetih zaradi zvišanega krvnega tlaka.

### Ekonomski oziri
Visok krvni tlak je najpogostejši kronični zdravstveni problem in vzrok za obiske pri primarnih izvajalcih zdravstvenih storitev v ZDA. Po oceni Ameriškega združenja za srce so neposredni in posredni stroški visokega krvnega tlaka v letu 2010 znašali 76.6 milijard dolarjev. V ZDA se 80 % ljudi z visokim krvnim tlakom zaveda svojega stanja, 71 % med njimi jemlje zdravila proti tlaku, vendar med bolniki, ki se svojega stanja zavedajo, samo 48 % visok tlak ustrezno nadzoruje. Ovire za ustrezno obvladovanje visokega krvnega tlaka so lahko pomanjkljivosti v diagnostiki, zdravljenju in / ali nadzoru nad visokim krvnim tlakom. V zvezi s ciljem nadzora nad krvnim tlakom se izvajalci zdravstvenih storitev soočajo s številnimi ovirami, med drugim z odklonilnim stališčem bolnikov do jemanja več zdravil. Ljudem se tudi težko sprijaznijo z izzivi, kot so držati se urnika za jemanje zdravil in vztrajati v spremembah življenjskega sloga. Kljub temu je cilje glede krvnega tlaka mogoče doseči; najpomembnejše pri tem je, da znižanje krvnega tlaka občutno zmanjša nevarnost za smrt zaradi bolezni srca in zaradi možganske kapi ter za razvoj drugih resnih bolezni, ravno tako tudi zmanjšuje stroške, ki so povezani z napredno zdravniško oskrbo.